# Euphaedra cinnamomea
Euphaedra cinnamomea är en fjärilsart som beskrevs av Rothschild 1918. Euphaedra cinnamomea ingår i släktet Euphaedra och familjen praktfjärilar. Inga underarter finns listade i Catalogue of Life.